# De Nieuwe Lekkerbek
De Nieuwe Lekkerbek is een televisieprogramma van Omroep MAX waarin Nederlanders hun zelfbedachte voedingsconcept konden presenteren aan een jury. Het werd gepresenteerd door André van Duin en Marlijn Weerdenburg. De vierkoppige jury bestond uit Robert Kranenborg, culinair publicist Ellen Scholtens, Daan Faber en Alain Caron. De eerste aflevering was te zien op 1 augustus 2018.

## Opzet
De deelnemers hebben bij toeval of door experimenteren een nieuw product gevonden. Dit product kunnen de deelnemers ter plekke bereiden, waarna ze het voorleggen aan de jury. Deze jury bepaalt of de smaak lekker genoeg is en of het product innovatief is. Indien de jury besluit dat de deelnemer door kan, gaat het naar de dagfinale. Uit deze dagfinale worden drie producten gekozen, die door mogen naar de grote finale. Uiteindelijk wordt er één nieuw product gekozen dat ontwikkeld gaat worden.